# Via sacra (Grecia)
La via sacra in Grecia (in greco antico: Ιερά Οδός?, Ierá Odós) è l'antica strada che conduce da Atene a Eleusi. È così chiamata perché era il percorso intrapreso dalla processione che celebrava i misteri di Eleusi, con partenza annuale dalCeramico ogni 20 Boedromione. Questa è la strada più antica in Grecia.
Oggigiorno, la strada che dal centro di Atene conduce ad Egaleo e Chaidari (la vecchia strada per Eleusi) è ancora chiamata Ierá Odós dal nome dell'antica via sacra.

## L'antica via sacra

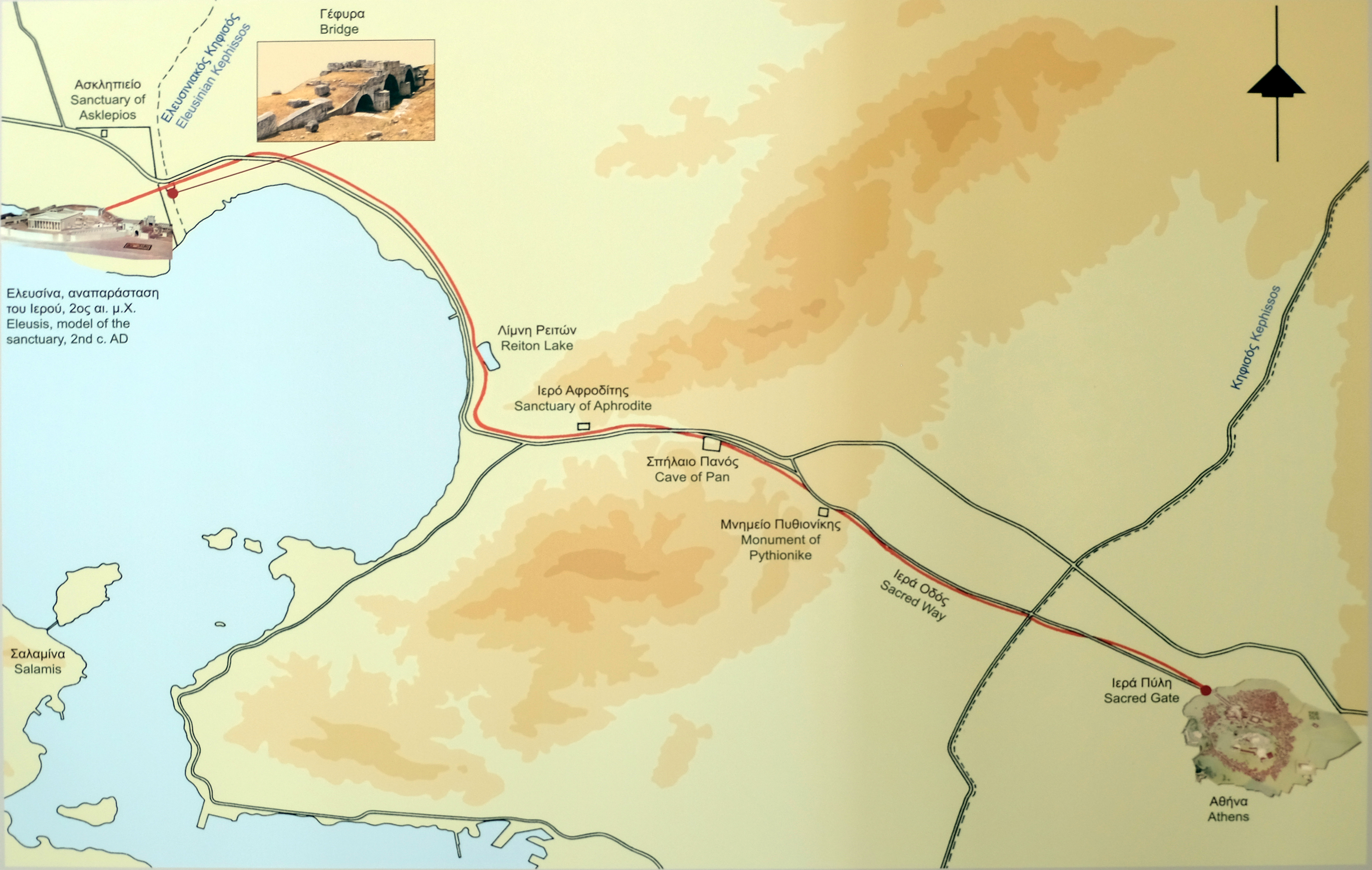
Il percorso della via sacra

La via sacra è l'antica strada che collegava la città di Atene a Eleusi e la piana di Triassia, in cui si celebravano ogni anno i famosi, misteri di Eleusi.
Lunga 22 km, partendo dalla Porta Santa nel distretto Ceramico, seguiva per la maggior parte l'attuale Via sacra, che la riprende, snodandosi tra il monte Aigaleo e il monte Pililou e passando per il santuario di Afrodite, per raggiungere il santuario di Eleusi sacro a Demetra. L'antica via sacra per Atene era chiamata la Via Sacra Eleusa.
Nel 125 l'imperatore Adriano fece costruire un ponte lungo la via sacra per agevolare l'attraversamento del fiume Kefisso. I resti del cosiddetto Ponte di Adriano (lungo 50m e largo 5,30 m) sono ancora visibili appena fuori dalla città.

## Monumenti importanti lungo l'antica via sacra
Di seguito sono elencati i monumenti, disposti in ordine, lungo la via sacra.
| Immagine | Monumento              | Note |
| -------- | ---------------------- | --- |
|          | Ceramico               | La via sacra iniziava in corrispondenza della Porta Sacra all'interno del cimitero del Ceramico. |
|          | Monumento di Pitionike | Era un monumento lungo la via sacra dedicato al culto di Afrodite |
|          | Tempio di Apollo       | Al posto di questo tempio oggi c'è il Monastero di Daphni eretto sul tempio riutilizzando anche parte del materiale di epoca passata. Esso era un luogo importante lungo la via sacra.                  |
|          | Grotta di Pan          | Situata nei pressi del monastero di Daphni, era sicuramente collegata alla via sacra, dato che sono state trovate tracce di rituali verso un dio che aveva una connotazione naturale.                   |
|          | Santuario di Afrodite  | Questo santuario del IV secolo a.C. faceva parte dei luoghi sacri lungo la via. |
|          | Lago Rheitoi           | Chiamato oggi lago Koumoundourou veniva superato grazie ad un percorso (simile a quello dell'odierna strada) che evitava un lungo giro. La sponda nord era devota a Demetra, mentre la sud a Persefone. |
|          | Ponte romano           | Il ponte fu fatto costruire dall'Imperatore Adriano per favorire il percorso della via Sacra. Oggi il fiume è seccato ma la struttura resta a circa un chilometro dal sito di Eleusi.                   |
|          | Santuario di Eleusi    | |

## La via sacra ai nostri giorni

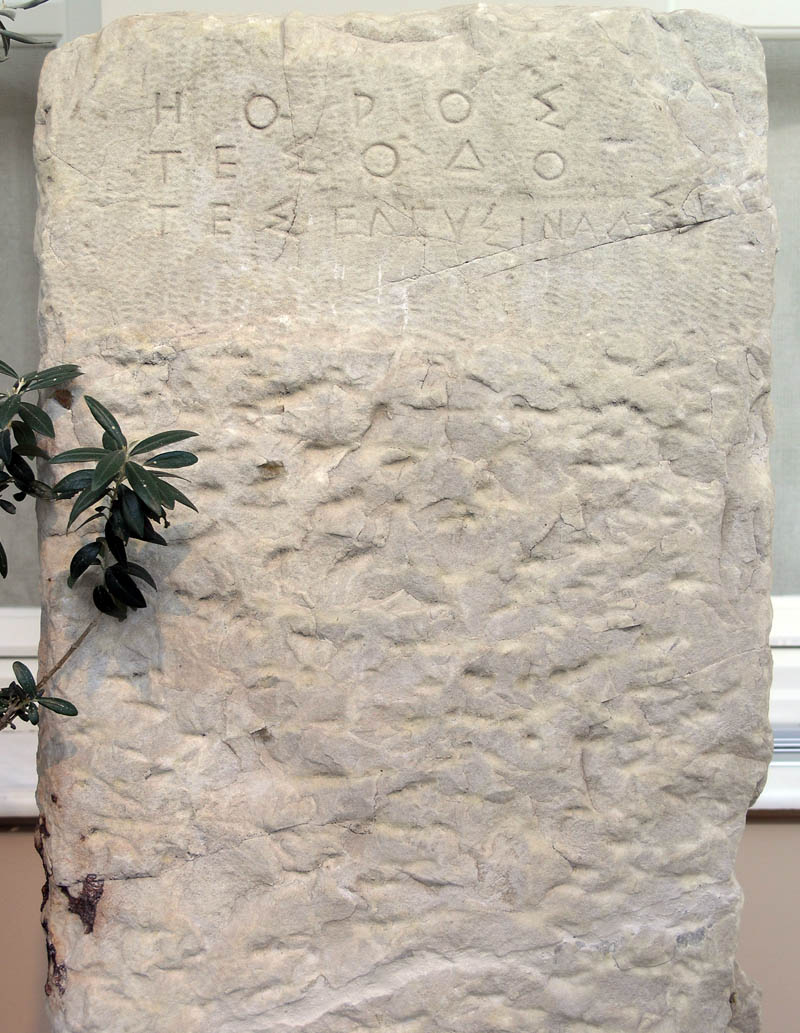
Pietra terminale che segna il confine della Via Sacra ad Atene. Alla fine del V secolo a.C. L'iscrizione originale è sostituita dalle parole: ΗΟΡΟΣ ΤΕΣ ΟΔΟ ΤΕΣ ΕΛΕΥΣΙΝΑΔΣΙ, (iniziata dalla strada di Eleusi). Museo Archeologico del Ceramico.

La via sacra è la strada più antica della Grecia. Per 2500 anni, rimase l'unica strada nazionale che collegava Atene con la Grecia settentrionale, l'Epiro e il Peloponneso. Le infrastrutture e l'asfalto risalgono al 1927 con l'unica differenza che in alcuni punti la pista è stata ampliata. Non ci fu altro accesso ad Atene fino al 1956, quando fu costruito il viale Kaválas: che si unisce al sentiero sacro all'altezza del monastero di Daphni a Chaidari.
Quindi, con l'apertura della strada nazionale Atene - Lamía, la strada di Dafni cessa di essere l'unico collegamento con la Grecia settentrionale. La via sacra quindi ha solo la funzione principale di guidare a Chaidari.